# Allocnemis interrupta
Allocnemis interrupta е вид водно конче от семейство Platycnemididae.

## Разпространение
Този вид е разпространен в Габон.